# Nathalia Dill
Nathalia Goyannes Dill Orrico (n. 24 martie 1986, Rio de Janeiro, Rio de Janeiro, Brazilia), este o actriță braziliană.